# Vangueria apiculata
Vangueria apiculata är en måreväxtart som beskrevs av Karl Moritz Schumann. Vangueria apiculata ingår i släktet Vangueria och familjen måreväxter. Inga underarter finns listade i Catalogue of Life.